# 450 TCN
450 TCN là một năm trong lịch La Mã.